# Csíky András (színművész)
Csíky András (Székelyudvarhely, 1930. augusztus 25. – Kolozsvár, 2024. január 13.) Kossuth- és Jászai Mari-díjas magyar színész.

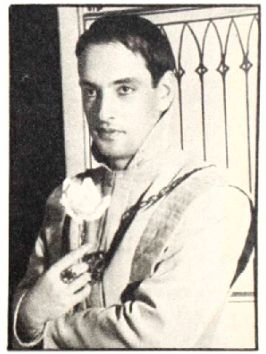
Warwick szerepében Jean Anouilh A pacsirta című darabjának szatmári előadásában 1961-ben

## Pályája
Szakmai tanulmányait Kolozsváron végezte a Szentgyörgyi István Színművészeti Intézetben 1949 és 1953 között. Tagja a Nagybányai Állami Színház magyar tagozatát Harag György főrendező vezetésével megalapító színészgárdának, vezetője volt a magyar tagozatnak.
1956-ban, a magyar társulat Szatmárnémetibe költözése után a Szatmári Állami Magyar Színház (később Északi Színház) tagja, 1960 és 1969 között a színház igazgatója (egyben a magyar tagozat vezetője is). 1977-től a Kolozsvári Állami Magyar Színház tagja, majd örökös tagja.
A 20. század második felének egyik legmarkánsabb erdélyi magyar színészegyénisége. 1990 után a kolozsvári magyar nyelvű színészképzés egyik újraindítója, éveken át a Babeș–Bolyai Tudományegyetem Színházi Tanszékének tanára.
Emlékezetes alakításai között az egyetemes drámairodalom nagy szerepeinek egész sorát találjuk. Az ő nevéhez fűződik például John Osborne Dühöngő ifjúságának első romániai bemutatója (Jimmy Porter). Jelentős alakításait román és magyar filmekben egyaránt láthatjuk, többek között a Liviu Ciulei rendezte Akasztottak erdeje című kétrészes filmeposzban, amely az 1965-ös cannes-i filmfesztiválon az egyik legjobb alkotásnak bizonyult.
A kétezres évek második felétől kezdődően fokozatosan visszavonult, 2008 óta nem vállal fellépéseket.
A Kolozsvári Állami Magyar Színház és a Szatmárnémeti Északi Színház Harag György Társulata egyaránt örökös tagjává avatta.

## Fontosabb szerepei
- Hamlet, Horatio (Shakespeare: Hamlet)
- Romeo, Lőrinc barát (Shakespeare: Rómeó és Júlia)
- Jacques (Shakespeare: Ahogy tetszik)
- Pandarus (Shakespeare: Troilus és Cressida)
- Prospero (Shakespeare: A vihar)
- Trigorin, Dorn (Csehov: A sirály)
- Sabelszkij (Csehov: Ivanov)
- Gajev (Csehov: Cseresznyéskert)
- Ruy Blas (Hugo: Ruy Blas)
- Peter (Goodrich-Hackett: Anna Frank naplója)
- Higgins (Shaw: Pygmalion)
- Bolkonski (Tolsztoj–Piscator: Háború és béke)
- Szakmáry Zoltán (Móricz: Úri muri)
- Becket (Anouilh: Becket)
- Caligula (Camus: Caligula)
- Henrik (Pirandello: IV. Henrik)
- Helmer (Henrik Ibsen: Nóra)
- Tartuffe (Molière: Tartuffe)
- Káin (Sütő: Káin és Ábel)
- Báró (Gorkij: Éjjeli menedékhely)
- Stomil (Mrożek: Tangó)
- Ma üzletvezető (Gao Xi-Jien : A buszmegálló)
- Barakiás (Székely János: Caligula helytartója)
- Az öreg cseléd (Camus: A félreértés)
- Molière (Bulgakov: Képmutatók cselszövése)
- Nagg (Beckett: A játszma vége)
- Apa (García Lorca: Vérnász)
- Faustus (Marlowe: Doktor Faustus tragikus históriája)
- Jaques papa (Ionesco): Jaques vagy a behódolás
- Az öreg Ekdal (Henrik Ibsen): A vadkacsa

## Filmszerepek
- Pădurea spânzuraților (Akasztottak erdeje) (1965) – rendező: Liviu Ciulei
- Tănase Scatiu – rendező: Dan Pița
- Érik a fény (Magyarország, 1970) – rendező: Kamondi László, Szemes Mihály
- Staféta (Magyarország, 1971) – rendező: Kovács András
- A ménesgazda (Magyarország, 1978) – rendező: Kovács András
- Luchian (1981) – rendező: Nicolae Mărgineanu
- Ábel a rengetegben (Magyarország, 1993) – rendező: Mihályfy Sándor

## Díjak, kitüntetések
- 1990 – Erzsébet-díj (Magyarország)[1]
- 1997 – Életműdíj, Határon Túli Magyar Színházak Fesztiválja, Kisvárda
- 1999 – Szentgyörgyi István-díj
- 2001 – Jászai Mari-díj (Magyarország)
- 2004 – TOPFEST, Marosvásárhely: Legjobb férfi mellékszereplő díj (Jacques vagy a behódolás)
- 2004 – A Román Kulturális és Vallásügyi Minisztérium Kulturális Érdemrendje
- 2005 – A Nemzeti Kulturális Örökség Minisztériuma (NKÖM) Életmű-díja, Kisvárda (Magyarország)
- 2007 – Az UNITER (Román Színházi Szövetség) Életmű-díja
- 2008 – A Magyar Köztársaság Érdemrendjének lovagkeresztje (Magyarország)
- 2010 – Kovács György-díj (az EMKE díja)
- 2020 – Színházi Kritikusok Céhének életműdíja[2]
- 2020 – Magyar Művészeti Akadémia Színházművészeti díja (Magyarország)[3]
- 2020 – Kallós Zoltán Külhoni Magyarságért Díj[4]
- 2021 – Kossuth-díj[5]

## Életinterjú-kötet
- Köllő Katalin: Csíky András. Életútinterjú; Komp-Press, Kolozsvár, 2008 (Prospero könyvek) ISBN 9789739373883